# Campeonato Panamericano de Balonmano Femenino Juvenil de 2016
El XI Campeonato Panamericano de Balonmano Juvenil Femenino se celebró en Santiago de Chile, Chile entre el 12 de abril y el 16 de abril de 2016 bajo la organización de la Federación Panamericana de Handball.. El torneo pone 4 plazas en juego para el Campeonato Mundial de balonmano Juvenil Femenino de Eslovaquia 2016.

## Grupo Único
| Equipo    | PTS | J | G | E | P | GF  | GC  | DG   |
| --------- | --- | - | - | - | - | --- | --- | ---- |
| Brasil    | 10  | 5 | 5 | 0 | 0 | 162 | 68  | +94  |
| Paraguay  | 6   | 5 | 3 | 0 | 2 | 144 | 129 | +15  |
| Argentina | 6   | 5 | 3 | 0 | 2 | 149 | 118 | +31  |
| Chile     | 5   | 5 | 2 | 1 | 2 | 133 | 120 | +13  |
| Uruguay   | 3   | 5 | 1 | 1 | 3 | 115 | 137 | -22  |
| Canadá    | 0   | 5 | 0 | 0 | 5 | 59  | 190 | -131 |

### Resultados
| Fecha      | Hora  | Partido³  | Partido³ | Partido³  | Resultado |
| ---------- | ----- | --------- | -------- | --------- | --------- |
| 12.04.2016 | 15:30 | Paraguay  | -        | Canadá    | 42-16     |
| 12.04.2016 | 17:30 | Brasil    | -        | Uruguay   | 31-12     |
| 12.04.2016 | 20:00 | Argentina | -        | Chile     | 25-20     |
| 13.04.2016 | 16:00 | Uruguay   | -        | Paraguay  | 20-32     |
| 13.04.2016 | 18:00 | Canadá    | -        | Argentina | 13-47     |
| 13.04.2016 | 20:00 | Chile     | -        | Brasil    | 19-32     |
| 14.04.2016 | 16:00 | Brasil    | -        | Canadá    | 30-06     |
| 14.04.2016 | 18:00 | Paraguay  | -        | Argentina | 30-25     |
| 14.04.2016 | 20:00 | Uruguay   | -        | Chile     | 26-26     |
| 15.04.2016 | 16:00 | Uruguay   | -        | Canadá    | 34-11     |
| 15.04.2016 | 18:00 | Argentina | -        | Brasil    | 15-32     |
| 15.04.2016 | 20:00 | Chile     | -        | Paraguay  | 31-24     |
| 16.04.2016 | 16:00 | Argentina | -        | Uruguay   | 37-23     |
| 16.04.2016 | 18:00 | Canadá    | -        | Chile     | 13-37     |
| 16.04.2016 | 20:00 | Brasil    | -        | Paraguay  | 37-16     |

| Brasil            |
| Campeón           |
| Brasil 11° título |

### Clasificación general
| 1. Brasil    |
| 2. Paraguay  |
| 3. Argentina |
| 4. Chile     |
| 5. Uruguay   |
| 6. Canadá    |

## Clasificados al Mundial 2016
| Bandera de Brasil | Bandera de Paraguay | Bandera de Argentina | Bandera de Chile |
| Brasil            | Paraguay            | Argentina            | Chile            |
| ----------------- | ------------------- | -------------------- | ---------------- |